# Futebol nos Jogos Sul-Americanos de 2010
O torneio de futebol nos Jogos Sul-Americanos de 2010 ocorreu entre 22 e 28 de março nas cidades de Medellín, Envigado e Itagüí. Apenas um evento masculino com seis equipes foi disputado, já que não houve inscrições suficientes para o torneio feminino.

## Calendário
| Março   | 17 | 18 | 19 | 20 | 21 | 22 | 23 | 24 | 25 | 26 | 27 | 28 | 29 | 30 | T |
| ------- | -- | -- | -- | -- | -- | -- | -- | -- | -- | -- | -- | -- | -- | -- | - |
| Futebol |    |    |    |    |    |    |    |    |    |    |    | 1  |    |    | 1 |

## Medalhistas
| Evento    | Ouro | Prata | Bronze |
| Masculino | Carlos Mosquera Marmolejo Jherson Vergara Amu Jaime Florez Rodríguez Sergio Guerrero Otalora Oaldieir Morales Hernández Pedro Osorio Bustamante Diego Díaz Henao Cristian Higuita Beltrán Luis Mena Sepúlveda Oswaldo Salgado Benítez Kevin Benítez León Luis Hurtado Osorio Fernando Laverde Torres Arley Mestra Payares Óscar Galindo Rentería Cristian Palomeque Valoyes Ricardo Delgado Araujo Fabián Cuero Ségura COL Colômbia | Walter Chávez Solorzano José Hurtado Boné Marlon Mejía Díaz Ridder Alcívar Cedeño Michael Arboleda Quiñónez Yeffrey Aray Cedeño José Cevallos Enríquez Jonny Uchuari Pintado Luis Batioja Castillo Junior Sornoza Moreira Dennys Hurtado Mancilla Darwin Cuero Anangono Cristian Ramírez Zambrano Eddy Corozo Olaya Víctor Castillo Lerma John Mondoza Vera Cristofer Suárez Lino Esteban Troya Salas ECU Equador | Pedro Galindo Alberto Justiniano Carlos Anez Luis Francisco Rodríguez Diego Quiróz Stalin Tborga Jesús Azogue Danny Bejarano Rodrigo Vargas Castillo Roberto Silva Pachuri Rodrigo Mejido Carlos Rea José Luis Mendoza José Carlos Muñoz Franz Román Guzman Luis Fernando Banegas Bryan Vaca Arauz Jorge Alpire Huampo BOL Bolívia |

## Regulamento
As seis equipes inscritas foram divididas em dois grupos de três equipes na primeira fase. Cada equipe jogou contra as adversárias do  seu grupo, mais uma equipe do outro grupo ("partida intergrupo") totalizando três partidas. As equipes que finalizaram em primeiro lugar nos grupos partiram para a disputa da medalha de ouro, as que finalizaram em segundo para a disputa de medalha de bronze e as últimas colocadas de cada grupos para a disputa de quinto lugar.

## Resultados

### Primeira fase
|  | Equipes classificadas à disputa do ouro     |
|  | Equipes classificadas à disputa do bronze   |
|  | Equipes classificadas à disputa de 5º lugar |

| Equipe   | Pts | J | V | E | D | GF | GC | SG |
| -------- | --- | - | - | - | - | -- | -- | -- |
| Colômbia | 7   | 3 | 2 | 1 | 0 | 6  | 1  | +5 |
| Chile    | 4   | 3 | 1 | 1 | 1 | 6  | 5  | +1 |
| Peru     | 2   | 3 | 0 | 2 | 1 | 3  | 6  | -3 |

| Horário     | Jogo     | Jogo | Jogo  |
| ----------- | -------- | ---- | ----- |
| 22 de março |          |      |       |
| 13:30       | Chile    | 1–1  | Peru  |
| 24 de março |          |      |       |
| 18:00       | Colômbia | 2–0  | Chile |
| 26 de março |          |      |       |
| 16:00       | Colômbia | 3–0  | Peru  |

| Equipe   | Pts | J | V | E | D | GF | GC | SG |
| -------- | --- | - | - | - | - | -- | -- | -- |
| Equador  | 7   | 3 | 2 | 1 | 0 | 10 | 2  | +8 |
| Bolívia  | 2   | 3 | 0 | 2 | 1 | 3  | 9  | -6 |
| Paraguai | 1   | 3 | 0 | 1 | 2 | 2  | 7  | -5 |

| Horário     | Jogo     | Jogo | Jogo     |
| ----------- | -------- | ---- | -------- |
| 22 de março |          |      |          |
| 15:30       | Paraguai | 0–0  | Bolívia  |
| 24 de março |          |      |          |
| 15:30       | Equador  | 2–0  | Paraguai |
| 26 de março |          |      |          |
| 14:00       | Equador  | 7–1  | Bolívia  |

Partidas intergrupo
| Horário     | Jogo     | Jogo | Jogo    |
| ----------- | -------- | ---- | ------- |
| 22 de março |          |      |         |
| 18:00       | Colômbia | 1–1  | Equador |
| 24 de março |          |      |         |
| 13:30       | Bolívia  | 2–2  | Peru    |
| 26 de março |          |      |         |
| 18:00       | Paraguai | 2–5  | Chile   |

### Fase final
| Horário                             | Jogo     | Jogo | Jogo     |
| ----------------------------------- | -------- | ---- | -------- |
| Disputa pelo 5º lugar - 28 de março |          |      |          |
| 13:30                               | Peru     | 3–4  | Paraguai |
| Disputa pelo bronze - 28 de março   |          |      |          |
| 15:30                               | Chile    | 2–4  | Bolívia  |
| Final - 28 de março                 |          |      |          |
| 20:00                               | Colômbia | 2–1  | Equador  |

## Classificação final
| Pos. | Equipe       |
| ---- | ------------ |
|      | COL Colômbia |
|      | ECU Equador  |
|      | BOL Bolívia  |
| 4    | CHI Chile    |
| 5    | PAR Paraguai |
| 6    | PER Peru     |